# Kostas Arwanitis
Konstandinos (Kostas) Arwanitis, gr. Κωνσταντίνος (Κώστας) Αρβανίτης (ur. 9 czerwca 1964 w Atenach) – grecki dziennikarz, prezenter i polityk, poseł do Parlamentu Europejskiego IX i X kadencji.

## Życiorys
Do początku lat 90. był działaczem komunistycznej młodzieżówki i Komunistycznej Partii Grecji. Od drugiej połowy lat 80. zawodowo związany z dziennikarstwem, pracował jako dziennikarz, prezenter i producent dla różnych greckich stacji radiowych i telewizyjnych. Publikował także na łamach prasy. W latach 2013–2016 był dyrektorem jednej ze stacji radiowych. Prowadził też własny program w publicznej telewizji ERT1. Był wiceprzewodniczącym organizacji społecznej KETEA i wiceprezesem klubu piłkarskiego Apollon Smyrnis.
W 2019 wystartował z listy Syrizy w wyborach europejskich, uzyskując w nich mandat posła do PE IX kadencji. Z powodzeniem ubiegał się o reelekcję w 2024.